# Лев II (візантійський імператор)
Лев II (грец. Λέων Β; серпень/вересень 467 — листопад 474) — імператор Візантії у 474 році.
Лев II був сином Зенона та Аріадни (дочки Лева I та Веріни). Після знищення Патріція, сина Аспара, у жовтні 472 року Лев II призначений Цезарем і наступником трону. Рік пізніше, 17 листопада 473 року хлопчик підвищений до Авґуста та співімператора.  
При цьому Константинопольським патріархом Акакієм був проведений ритуал коронації, що включав читання молитов Константинопольським першосвященником над короною та церемонію урочистого коронування імператора.
Після смерті свого діда 18 січня 474 року номінально переймає владу у імперії. Проте вже 29 січня його батько Зенон коронується на співімператора.
Лев ІІ помер від невідомої хвороби у листопаді 474 року після всього 10-місячного правління. Його батько Зенон залишився правителем Візантії.